# Anne-Sophie Gourin
Pour les articles homonymes, voir Gourin.
Anne-Sophie Gourin est une pongiste française née le 9 août 1980. Elle joue au Quimper Cornouaille Tennis de Table, club évoluant en Championnat de Pro A.

## Biographie
Elle a remporté à deux reprises le double en Championnat de France en 1999 avec Anne Boileau puis en 2006 avec Christelle Durand. Elle a remporté 6 Championnat de Pro A/Superdivision.

## Palmarès
- Championnat de France en double avec Anne Boileau en 1999 et avec Christelle Durand en 2006
- Championne de France par équipes avec le Montpellier TT de 1999 à 2001, l'USO Mondeville en 2004 et 2005 et l'ALCL Grand-Quevilly en 2007
- Vainqueur du TOP 12 National à Mondeville en 2003
- Vice-championne de Pro B avec Quimper Cornouaille en 2010

## Parcours en club
- Garde du Vœu Hennebont TT (section féminine disparu) (-mai 1998)
- Montpellier TT (sept 1998-mai 2001)
- USO Mondeville TTO (sept 2001-mai 2005)
- ALCL Grand-Quevilly (sept 2005-mai 2009)
- Quimper Cornouaille Tennis de Table (depuis sept 2009)

## Référence
1. ↑  (fr) Présentation d'Anne-Sophie Gourin (fftt.com)